# El Gòtic
Barri Gòtic este un cartier din districtul 1, Ciutat Vella, al orașului Barcelona.